# 범방거
범방거(范方渠, ? ~ ?)는 전한 중기의 관료로, 자는 중옹(中翁)이며 패군 사람이다.

## 생애
천한 4년(기원전 97년), 홍농태수에서 집금오로 승진하였다.

## 출전
- 반고, 《한서》 권19하 백관공경표 下

| 전임 두주 | 전한의 집금오 기원전 97년 ~ ? | 후임 유감 |